# Leila K’s Greatest Tracks
A Leila K's Greatest Tracks című válogatásalbum a svéd eurohouse énekesnő Leila K 2003-ban megjelent válogatásalbuma, melyen az énekesnő 1989-es Got To Get című dala, valamint az 1990-ben kiadott Dr. Albannal közösen elkészült Hello Afrika című dal is szerepel.
A CD válogatáson bónuszdalok, valamint 6 videóklip is helyet kapott.
Az album a negyvenedik helyet szerezte meg a svéd slágerlistán, ahol négy hétig szerepelt.

## Megjelenések
CD Svédország  Bonnier Music 334 21203
1. Carousel
2. Electric
3. Ca Plane Pour Moi
4. Open Sesame
5. Slow Motion
6. Got To Get (Featuring Rob’n’Raz)
7. Rok The Nation  (Featuring Rob’n’Raz)
8. Rude Boy
9. C'mon Now
10. Murderer
11. Hello Afrika (Dr. Alban featuring Leila K)
12. Check The Dan
13. Blacklisted
14. Time
15. Magic Ball
16. I Love To Roll (Backyard Babies featuring Leila K)
17. Close Your Eyes

Bonus Tracks
1. Positive Energy
2. Possessed
3. Burning Up

Bonus Video CD (videóklipek)
- Electric
- Open Sesame
- Slow Motion
- Got To Get
- C'mon Now
- Close Your Eyes